# シャドーグレー
シャドーグレー（Shadow Gray）とは、ジェットブラックやデービスグレーに近い色で無彩色の一種。色の割合はほぼ黒3：白1である。

## 近似色
- ジェットブラック
- デービスグレー